# Гэнцин
Гэнцин (тиб. སྡེ་དགེ, транслитерация Вайли:Sde-dge; тибетский пиньинь:Dêgê; кит. упр. 更庆镇, пиньинь Gengqing zhèn, палл. Гэнцин чжэнь) — посёлок, место пребывания правления уезда Деге в Гардзе-Тибетском автономном округе в провинции Сычуань в Китае. Ранее был столицей княжества Деге в области Кам восточного Тибета. Посёлок находится на высоте 3380 м в долине реки Шичу, в месте впадения в реку небольшого притока, через реку Шичу и через приток перекинуто по два моста, один из этих мостов строил лично архитектор и инженер Тангтонг Гьялпо. Вдоль притока сохранился старый город, состоящий из двухэтажных тибетских домов.

## История
Деге означает «страна милосердия». Исторически Деге входило в число важнейших центров тибетской культуры. Долгое время Деге было центром княжества, династия длилась около 1300 лет и прекратилась только в 1990-х годах. В княжестве была развита промышленность, книгопечатание, буддизм. В начале XX века два брата, Джембел Ринчен и Додже Сенкел, вступили в борьбу за трон, что привело к полной потере автономии княжества. Один из братьев обратился за помощью к китайцам, которые в 1908 заняли Деге, вытеснив другого брата. Сейчас бывший княжеский дворец переоборудован в школу.

## Культура

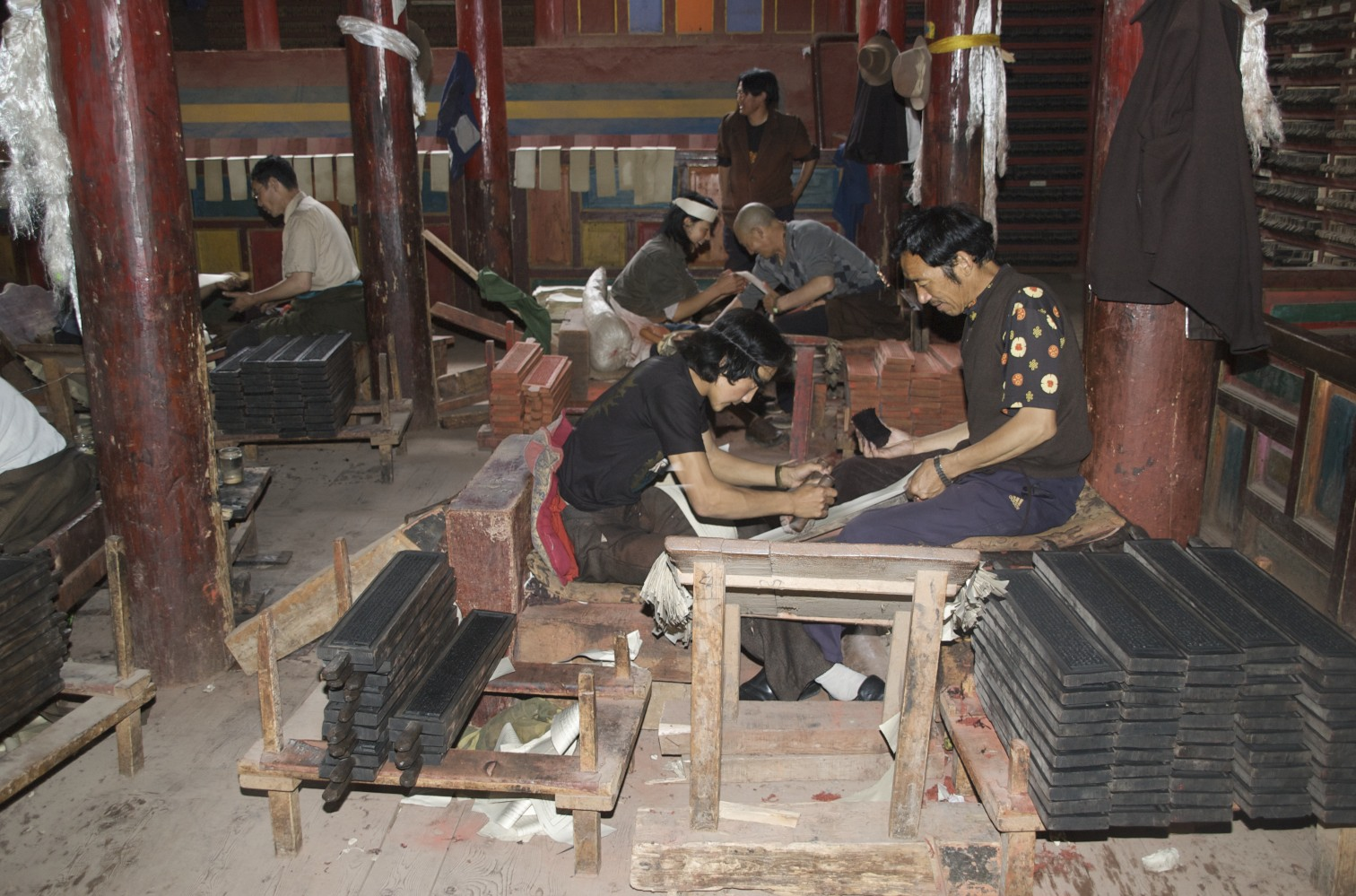
Типография в Деге, 2009

Посёлок знаменит трёхэтажным зданием типографии Паркханг, построенной в 1729, где печатался Тибетский канон — Ганджур и Данджур. Типография была основана при царе Тенпа Церинге. Книги печатают монахи по традиционной технологии, без использования электричества. Листы высушиваются на крыше типографии.
При типографии хранится двести тысяч деревянных матриц для книг, при этом 70% всего наследия тибетской литературы содержится на этих матрицах..
В посёлке расположено несколько крупных буддийских монастырей.
- Монастырь Гонгчен школы Сакья
- Монастырь Паркханг, в котором расположена типография, подчинён монастырю Гонгчен
- Монастырь Тангьял-Лакханг

## Транспорт
Посёлок находится на автомагистрали Годао 317, по которой связан автобусным сообщением с Чамдо и Лхаса на Тибете, а также с Кандином и Чэнду, автобус до Кандина идёт двое суток.